# Fiat G.80
Il Fiat G.80 fu un aereo da addestramento monomotore a getto sviluppato dall'azienda aeronautica italiana Fiat Aviazione (divisione aeronautica della FIAT) all'inizio degli anni cinquanta e rimasto allo stadio di prototipo. Su progetto di Giuseppe Gabrielli, effettuò il primo volo nel 1951 e fu il primo velivolo turbojet italiano, a questo seguì il G.82 nel 1954, ma non si andò oltre la fase prototipica. FIAT preferì lavorare su licenza per i velivoli caccia come il D.H. 100 Vampire e il North American F-86K.
Il modello rappresenta il primo aviogetto di progettazione nazionale giunto in produzione, sia pure senza il successo commerciale che avrebbe avuto se fosse entrato in servizio con l'Aeronautica Militare. I suoi successivi sviluppi, il G.82 e il G.84, avrebbero potuto ritagliarsi un posto nel campo dell'addestramento intermedio, ma non ebbero a loro volta successo per vari motivi, soprattutto per le aziende italiane concorrenti (Piaggio).

## Storia del progetto

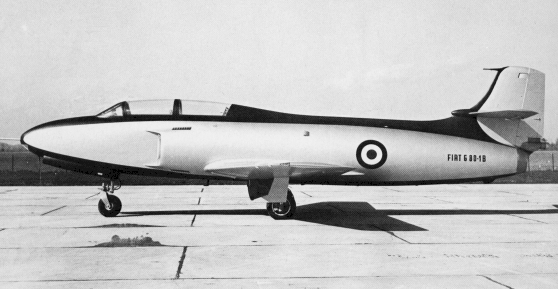
Il FIAT G.80 di profilo.

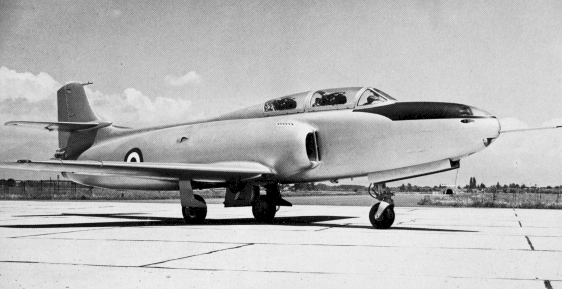
Il FIAT G.82 visto di fronte.

### Sviluppo
Nell'Italia del dopoguerra, l'industria aeronautica era stata ovviamente colpita, sia direttamente (con i bombardamenti) sia indirettamente, a causa dei mancati ordinativi per la Regia Aeronautica. Inoltre, il mercato estero subì la definitiva supremazia anglo-statunitense, sia militare sia nell'esplodente mercato civile.
La Fiat, principale superstite anche in campo aeronautico, riprese la produzione di vari modelli dell'ultimo periodo bellico, come il G.55/59 e alcuni aerei da trasporto.
Dopo l'esperienza del Caproni-Campini con motoreattore, l'industria italiana non ebbe nessun'altra realizzazione all'attivo nel campo della propulsione a getto fino al 1951, quando FIAT incaricò Giuseppe Gabrielli di sviluppare nuove macchine basate sui nuovi e promettenti motori a reazione.
Il nuovo aereo, in origine inteso solo come addestratore, avrebbe dovuto sostituire i G.59, anch'essi prodotti come aerei per l''addestramento basico. Lo sviluppo incominciò verso la fine degli anni quaranta. Il prototipo venne fatto muovere per la prima volta con le prove a terra (rullaggio) a Torino, ma per il decollo della macchina venne scelto l'aeroporto di Foggia-Amendola, dove venne trasportato in treno. Pilotato dall'ing. Catella, eseguì il primo volo il 9 dicembre 1951.

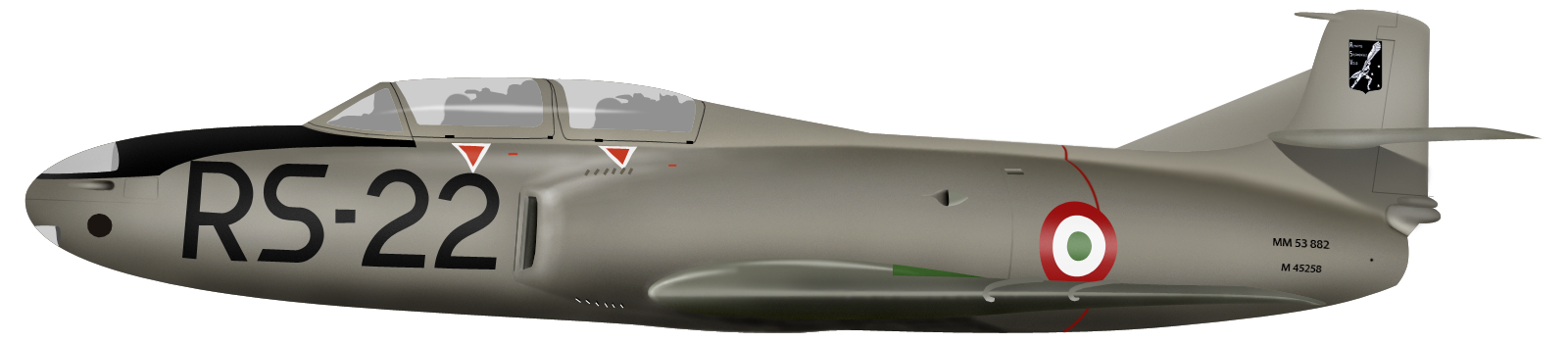
Riproduzione di un G.80.

Il primo G.80 aveva la denominazione completa di G.80-1B ed era il modello basico; in seguito venne prodotta una piccola serie di 4 apparecchi di preserie, designati G.80-3B, che avrebbero dovuto essere seguiti da altre 7 macchine, cancellati a favore del G.82 (anche il G.81 venne quindi abbandonato), il vero e proprio aereo "definitivo" della famiglia.
Il G.82 aveva un motore molto più potente, che costringeva a installare piccoli serbatoi alle estremità alari, un leggero armamento, paragonabile a quello del Lockheed T-33 Shooting Star, e molte altre piccole innovazioni, ma ormai era davvero tardi per sperare di entrare nel business dell'industria.
Come per i 5 G.80, anche i 5 G.82 prodotti vennero dati in carico al Reparto Sperimentale Volo e anche alla scuola d'addestramento di Foggia-Amendola, per le opportune valutazioni rispetto ai requisiti.
Il G.80 era un velivolo dalle caratteristiche oneste, ma pesante (più del concorrente Aermacchi MB-326) e dalle prestazioni poco brillanti. Il G.82 avrebbe potuto far di meglio, nonostante l'aumento di peso, ma entrambi costavano troppo per le scarse risorse disponibili all'epoca. Inoltre, il G.82 non venne selezionato per il concorso NATO del 1954 relativo a un addestratore avanzato. Quando arrivò la decisione americana di rimettere in forze gli eserciti delle nazioni europee, per non vederle cadere sotto il giogo del comunismo, vennero spediti a prezzi stracciati nel vecchio continente un enorme numero di aerei, navi e carri armati.
Il G.80/82, giunto a maturazione con un paio d'anni di troppo, non sopravvisse alla concorrenza dei T-33, con ottime caratteristiche ma praticamente regalati, e con l'avvento dell'Aermacchi MB-326, il programma finì rapidamente in un vicolo cieco.

## Tecnica
Il velivolo era costruito con struttura interamente metallica, in configurazione monoplana, monomotore, e biposto. Era caratterizzato da una fusoliera assai tozza e di forme poco rastremate, simili a quelle dei modelli F-80 e TF-80C/T-33 statunitensi.
Le ali erano dritte e sottili, l'impennaggio aveva i piani di coda con gli equilibratori orizzontali sistemati con un raccordo a ogiva sulla parte bassa della deriva. Una costola dorsale raccordava la coda all'abitacolo, costituito da 2 posti in tandem, con discreta visibilità e seggiolini eiettabili. Il carrello era basso, triciclo anteriore.

### Motore
Il motore era un de Havilland Goblin a flusso centrifugo, e da questo deriva la struttura tozza dell'aereo. Questo motore inglese, lo stesso del Vampire, aveva in questo caso un ugello di scarico convenzionale, data la struttura della fusoliera, e due prese d'aria sistemate sotto il primo posto dell'abitacolo, piccole e con sezione a "D". Nel prototipo originario esse erano assai più grandi: comunque dovevano alimentare un motore capace di non più di 1.590 kg di spinta.

## Versioni
La futuribile famiglia dei G.80 comprendeva vari apparecchi tali da meritare menzione:
- G.80-3A da attacco al suolo e ricognizione
- G.81-1B con motore de Havilland Ghost da 2 200 kg di spinta.
- G.82: doveva essere il modello definitivo, dotato addirittura di un Rolls-Royce Nene 21 da 2 450 kg di spinta. Introduceva armi come due mitragliatrici M3 nel muso e 225 kg di carico subalare. Compì il primo volo il 23 maggio 1954.
- G.82: da caccia notturna, forse simile all'F-94 Starfire
- G.82-1B: con motore Nene da 2 270 kg.
- G.84-1B: con motore Allison J35 da 2 450 kg di spinta.

### Pubblicazioni
- Dicembre 1951: primo volo del Fiat G.80, in Aerofan, n. 4/81, Milano, Giorgio Apostolo Editore, ottobre/dicembre 1981.
- Aerei 10/96